# Królestwo Dalmacji
Królestwo Dalmacji (chorw. Kraljevina Dalmacija, niem. Königreich Dalmatien) – istniejący w latach 1815–1918 kraj koronny Cesarstwa Austrii, obejmujący obszar Dalmacji.
Dane liczbowe: 
- powierzchnia – 12.831 km²
- ośrodek administracyjny – Zadar
- liczba ludności w 1910 – 645 666
- główne narodowości[1] – Chorwaci i Serbowie  96,7%, Włosi 2,6%

Dalmacja od wczesnego średniowiecza należała do Republiki Weneckiej. Jej granice zostały ostatecznie ustalone w pokoju w Pożarewacu 21 lipca 1718. Pierwszy raz Dalmacja stała się częścią Austrii po pokoju w Campo Formio 12 maja 1797. Na mocy pokoju w Preszburgu z 26 grudnia 1805 Dalmacja została włączona do Francji. Po anektowaniu przez Francję kolejnych ziem nad Morzem Adriatyckim w 1809 Dalmacja została włączona do Prowincji Iliryjskich. W wyniku ustaleń kongresu wiedeńskiego 29 marca 1815 z byłych Prowincji Iliryjskich wyłączono Dalmację, obszar zlikwidowanej w 1808 Republiki Raguzy oraz Albanii Weneckiej, które włączono do monarchii habsburskiej jako odrębny kraj koronny – nowo powstałe Królestwo Dalmacji.
W 1849 Dalmacja została na krótko włączona do Królestwa Chorwacji i Slawonii, ale władze Cesarstwa szybko się z tego wycofały i ostatecznie Dalmacja pozostała odrębnym królestwem w ramach Cesarstwa Austrii. Śladem tego pozostało nazewnictwo węgierskiej Chorwacji – Trójjedyne Królestwo Chorwacji, Slawonii i Dalmacji. W 1875 do Królestwa Dalmacji przyłączono nie zamieszkaną adriatycką wysepkę Pelagosa (dziś Palagruža), a po traktacie berlińskim z 13 lipca 1878 turecko-albańską gminę Spizza (dziś Sutomore w Czarnogórze) – 40 km² z 1650 mieszkańcami.
Dziś południowy skrawek Królestwa Dalmacji (dawna Albania Wenecka i gmina Spizza) należy do Czarnogóry, a pozostała część – do Chorwacji.